# Sandy Jardine
William Pullar Jardine (Edinburgh, 1948. december 31. – Edinburgh, 2014. április 24.) skót válogatott labdarúgó. 

## Pályafutása

### Klubcsapatban
A pályafutását a Rangers csapatában kezdte, miután 1964-ben 15 éves korában leigazolták. Bemutatkozására 1967. február 4-én került sor a Hearts ellen 5–1-re megnyert bajnokin. Hosszú időn keresztül, egészen 1982-ig játszott a Rangersben. Ezalatt 451 mérkőzésen lépett pályára és 42 gólt szerzett. 1982-ben a Heart of Midlothian igazolta le, ahol még hat szezont játszott. 

### A válogatottban
1970 és 1979 között 38 alkalommal szerepelt az skót válogatottban és 1 gólt szerzett. Részt vett az 1974-es és az 1978-as világbajnokságon. 

## Sikerei, díjai
Rangers
- Skót bajnok (3): 1974–75, 1975–76, 1977–78
- Skót kupa (5): 1972–73, 1975–76, 1977–78, 1978–79, 1980–81
- Skót ligakupa (5): 1970–71, 1975–76, 1977–78, 1978–79, 1981–82
- Kupagyőztesek Európa-kupája (1): 1971–72